# Лисицький Дмитро Михайлович
Лисицький Дмитро Михайлович (27 листопада 1974 , Бурлацьке, Ставропольський край  — 26 березня 2023 , Ставрополь ) — російський офіцер, підполковник збройних сил Росії. Герой Російської Федерації.
У 2014 році командував розстрілом українських військових у боях за Іловайськ, обіймаючи посаду командира 1-го батальйону 247-го десантно-штурмового полку РФ.

## Біографія
Народився в сім'ї робітників індикофабрики Михайла Дмитровича та Лідії Петрівни Лисицьких. Росіянин. Закінчив середню школу. В 1991 вступив до Ставропольського сільськогосподарського інституту за спеціальністю «зоотехнія».
Призваний до Збройних сил Російської Федерації в лютому 1993 року. Строкову службу проходив у 247-му десантно-штурмовому кавказькому козацькому полку 7-ї гвардійської десантно-штурмової Червонопрапорної ордена Кутузова дивізії, дислокованої в Ставрополі. Після закінчення терміну служби залишився на надстрокову.
За час служби брав участь у бойових операціях в Абхазії (1993), Дагестані (1999), Чечні (1999—2000).
У 1998 році заочно закінчив Ставропольську державну сільськогосподарську академію, отримавши спеціальності зооінженера та інженера-маркетолога.
У квітні 2000 року сержант Лисицький уклав контракт та продовжив військову службу у своїй частині на посаді механіка-радіотелефоніста взводу зв'язку. У червні у складі російських миротворчих сил спрямований до Боснії та Герцеговини. Протягом півтора року проходив службу на посаді розвідника-снайпера розвідувальної роти 1-ї окремої повітрянодесантної бригади.
Після повернення до Росії, продовжив службу в 247-му полку, у складі якого вирушив на виконання бойових завдань до Чеченської Республіки (2001—2004), до Абхазії в період збройного конфлікту з Грузією та інші регіони.
2004 року закінчив Ставропольську філію Бєлгородського університету споживчої кооперації за спеціальністю «економіст-менеджер з економіки та управління».
З присвоєнням офіцерського звання лейтенанта Лисицького було призначено на посаду командира взводу. Надалі заміщав посади: командир зенітно-ракетного взводу десантно-штурмового батальйону, заступник командира десантно-штурмової роти, командир десантно-штурмової роти, заступник командира десантно-штурмового батальйону.
У 2014 році брав участь в операціях із забезпечення безпеки Олімпійських та Паралімпійських ігор у Сочі.
Лисицький продовжував нести військову службу на посаді командира 1-го десантно-штурмового батальйону 247-го полку, що дислокувався у Ставрополі. Брав активну участь у заходах у сфері військово-патріотичного виховання молоді.

### Участь в російсько-українській війні
За словами українського журналіста Юрія Бутусова Лисицький командував батальйонною тактичною групою 247 полку, яка атакувала українські підрозділи, які проривалися з оточення в Іловайську в районі села Горбатенка у 2014-му році. Російські військовики, що були з ним знайомі, заявляють, що російськими підрозділами під Іловайськом у 2014 році командував Михайло Теплинський, а Лисицький брав участь у тих подіях під його командуванням.
24 лютого 2022 року з початком повномасштабного російського вторгнення в Україну командувач 22-го армійського корпусу генерал Аркадій Марзоєв, який одночасно керував південною групою військ, відправив десантників 247-го полку, одним з батадьйонів якого командував Лисицький, наступати на Херсон, запевнивши, що розвідка проведена і траса на місто вільна, але натомість росіяни потрапили в засідку ЗСУ, зазнавши тяжких втрат. Через два дні 247-й полк потрапив в оточення, намагаючись штурмувати миколаївський аеропорт. Лисицькому з його підрозділом вдалося вирватись з оточення. За словами військослужбовців полку, їхній підрозділ зазнав у перші дні російського вторгнення критичних втрат. Загинув і командир полку підполковник Костянтин Зізевський. Сам Лисицький отримав поранення обох ніг. Перебуваючи на лікуванні у Ставрополі, Лисицький писав доповідні, звинувачуючи генерала Марзоєва у розгромі свого полку, які відправляв на ім'я Володимира Путіна, Сергія Шойгу, Валерія Герасимова, в адміністрацію президента та Міноборони. Однак генерал, зазнавши поразки під Миколаєвом, отримав чергове підвищення. 

### Смерть
26 березня 2023 року стало відомо, що Путін нагородив генерал-лейтенанта Аркадія Марзоєва орденом Олександра Невського. Того ж дня Лисицький за повідомленнями рсійських ЗМІ наклав на себе руки, застрелившись у своїй квартирі в Ставрополі. Колишны підлеглі підполковника повідомляли, що він не зміг пережити втрату свого полку. Водночас, Юрій Бутусов заявив, що Лисицького ліквідували українські військові.
Похований на Ігнатівському цвинтарі Ставрополя.

## Нагороди та спеціальні звання
- Медаль Суворова (2000)
- Медаль ордену «За заслуги перед Батьківщиною» 2-го ступеня з мечами (2003)
- Медаль «За бойові заслуги»
- Медаль «За відзнаку у військовій службі» 3-го, 2-го і 1-го ступеня (20 років)
- Звання «Герой Російської Федерації» (22 січня 2015) — «за героїзм, мужність і відвагу, виявлені при виконанні військового обов'язку.»
- Почесний громадянин Благодарненського муніципального району Ставропольського краю (22 червня 2017)[9][10][11]

## Родина
Був одружений, лишилося двоє синів.